# Сен-Ламбер (Монтережи)
Сен-Ламбе́р (фр. Saint-Lambert) — город в Канаде, в провинции Квебек. Расположен напротив Монреаля на южном берегу Реки Святого Лаврентия. Город назван в честь небесного покровителя второго франкоязычного губернатора Монреаля — Ламбера Клозе. Согласно переписи населения, в Сен-Ламбере проживают 21 599 человек. Сен-Ламбер и Монреаль соединяются мостом Виктории.

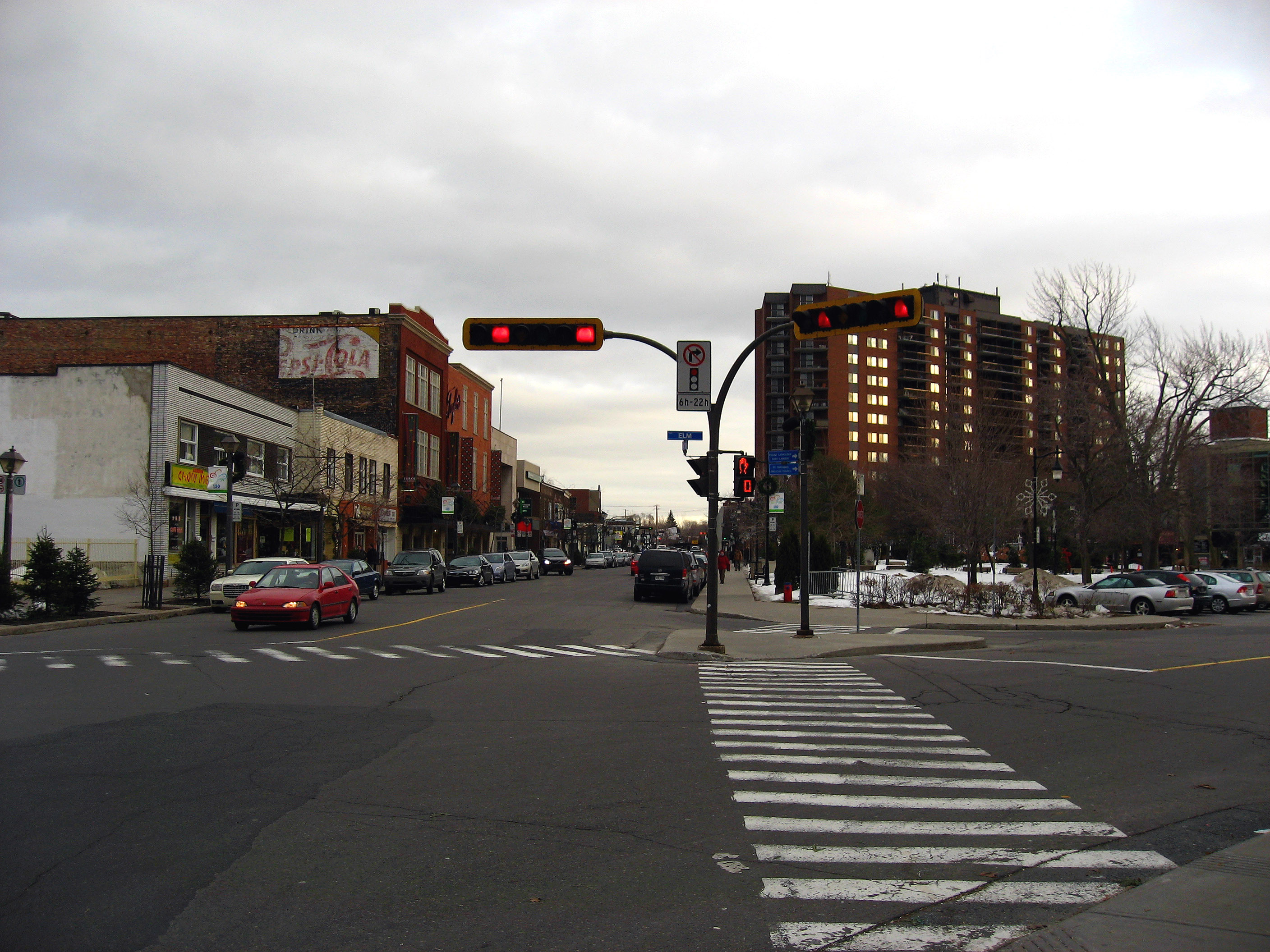